# Netjeraperef
Netjeraperef ('nṯr-ʳpr-f, "El que treballa per a un déu") va ser un possible príncep egipci i alt funcionari de la IV Dinastia. Probablement era fill del rei Snefru, tot i que encara està en discussió; el títol de "Fill del Rei" que duia Netjeraperef sovint era merament honorífic durant el Regne Antic d'Egipte, atorgat a funcionaris legítims de rangs extraordinaris. Els prínceps reals portaven l'afegit "... del seu cos".

## Títols
Com a alt funcionari i sacerdot, Netjeraperef tenia molts títols burocràtics i sacerdotals:
- Fill del Rei (Sa-nesw)

- Supervisor de les phyles (tribus) del Baix Egipte (Imy-ra-zau-Shemaw)

- Supervisor dels comissaris (Imy-ra-wpwt)

- Cap dels nomes (Heqa-sepawt)

- Servidor de Déu de la piràmide Snefru, el beneït (Hem-netjer-Kha-khenty-Snefru)

Cal destacar que els tres primers títols Imy-ra-shemaw, Imy-ra-wpwt i Heqa-sepawt són títols habituals per als funcionaris del Baix Egipte. D'aquesta manera sabem que Netjeraperef va ocupar el càrrec als territoris del nord.
Són coneguts altres alts funcionaris contemporanis de Netjeraperef amb els quals podria haver coïnciditː Khabawsokar, Metjen, Pehernefer i Akhetaa. D'aquests personatges es coneixen per les seves sepultures, ricament decorades on ens informen de les seves carreres professionals amb precisió.

## Tomba
Netjeraperef va ser enterrat a la mastaba I / 1 de Dashur, excavada per l'Institut Arqueològic Alemany del Caire. La tomba estava feta de maons de tova i amidava originàriament al voltant dels 35,10m x 18,90m. L'estructura interior comprenia una escala amb uns passos que conduïen a un passadís recte. Al seu torn, el passadís conduïa cap a un altre corredor que s'obria cap a l'esquerra i la dreta, formant una disposició en forma de T. Cal destacar que el terreny de Dahshur proporcionava una terra bastant tova i flonja, una circumstància que impedia la construcció de qualsevol edifici de cambra subterrània profunda i, per tant, obligava els constructors de tombes a crear cambres dins mateix de la mastaba i sobre el nivell del terra. Un cas similar va succeir durant la construcció de la piràmide encorbada, quan les parets i sostres de les cambres sota el nivell del terra van començar a formar esquerdes.
A la cambra central de la tomba de Netjeraperef, s'hi va col·locar un altar en una capella d’ofrenes. Una característica especial de la capella d'ofrenes de Netjeraperef són les dues esteles (originalment posades a dreta i esquerra de l'altar), de les quals una es conserva gairebé completa. Aquest arranjament era una còpia clara dels santuaris d'esteles de Sneferu a les seves piràmides de Meidum i Dahshur. Les dues esteles portaven els noms i els títols de Netjeraperef. Una de les esteles, però, va ser robada durant els treballs de restauració del Regne Mitjà i es va tornar a utilitzar com a marc de porta del temple de la vall de Sneferu a Meidum.